# Магомедов, Ибрагим Гаджиевич
Ибрагим Гаджиевич Магомедов —  российский спортсмен, специализируется по ушу, двукратный чемпион России, призёр чемпионата мира.

## Биография
Ушу-саньда занимается с 1989 года. Тренировался в халимбекаульской спортивной школы «Пять сторон света». Занимался Далгата Салаватова и Гусейна Магомаева. В 2000 году в Нидерландах стал чемпионом Европы. В 2001 году в Саратове стал чемпионом России. В 2001 году на чемпионате мира в Ереване стал серебряным призёром, в 2008 году в китайском Харбине стал обладателем Кубка мира. 

## Спортивные достижения
- Чемпионат России по ушу 2000 — ;
- Чемпионат Европы по ушу 2000 — ;
- Чемпионат России по ушу 2001 — ;
- Чемпионат мира по ушу 2001 — ;
- Кубок мира по ушу 2008 — ;

## Личная жизнь
В 1979 году окончил школу в селе Кафыр-Кумух. По национальности — кумык. Младший брат — Тимур, также специализируется по ушу.